# Константин Полторацки
Константин Маркович Полторацки (на руски: Константин Маркович Полторацкий) е руски офицер, генерал-лейтенант. Участник в Руско-турската война (1806-1812), Наполеоновите войни и Френско-руската война (1812-1814).

## Биография
Константин Полторацки е роден на 30 май 1782 г. в семейството на духовник потомствен дворянин от Черниговска губерния. Посвещава се на военното поприще. Произведен е в първо офицерско звание прапоршчик и служи в лейбгвардейския Семьоновски полк (1789).
Участва във войната на третата и четвъртата антинаполеоновски коалиции срещу Франция (1805-1807). Проявява се в битката при Аустерлиц (1805), Хайлсберг и Фридланд (1807). Повишен е във военно звание полковник със зачисляване в Дунавската руска армия от 20 май 1808 г.
Участва в Руско-турската война (1806-1812). Проявява се в битката при Батин, обсадата на Силистра, превземането на Ловеч и битки на сръбска територия (1811). Награден е със Златна оръжие „За храброст“. Назначен е за почетен командир на Нейшлотския пехотен полк от 15 май 1811 г.
В отразяването на нападението на Наполеон Бонапарт срещу Русия е почетен командир на Тифлиския пехотен полк от 10 януари 1812 г. Бие се храбро в битките при Кобрин и Городечна (1812). Награден е с орден „Свети Георги“ IV степен. Назначен е за почетен командир и командир на Нашбургския пехотен полк от 12 март 1812 г.
Участва във войната на Шестата антинаполеоновска коалиция срещу Франция (1813-1814). Отличава се при обсадата на Торн, битките при Кьонигсварт и Лайпциг (1813). Повишен е във военно звание генерал-майор с назначение за командир на бригада в състав от Апшеронския и Нашбургския пехотен полк през 1813 г. Участва в битките при Бриен-ле-Шато и Ла-Ротер (1814). За кратко е взет в плен при Шампобер и освободен след превземането на Париж. Служи в Окупационния корпус във Франция (1815-1818).
Командир на 3-та бригада от 23-та пехотна дивизия (1817) и 14-а пехотна дивизия (1820). Таен съветник и Ярославски граждански губернатор от 28 януари 1830 г. Повишен е във военно звание генерал-лейтенант с назначение за Ярославски военен губернатор от 8 октомври 1834 г. Уволнява се по здравословни причини през 1842 г. Участва в работата на Московското селскостопанско дружество. Умира на 15 март 1858 г. в Санкт Петербург.